# 69
69 је била проста година.

## Догађаји
- 1. јануар — Римске легије у Горњој Германији одбију да положе заклетву новом цару Галби. Покрећу побуну и проглашавају свог команданта Вителија за цара.
- 15. јануар — Припадници преторијанске гарде убијају Галбу и његовог сина Пизона на Римском форуму. Отон преузима царску власт у Риму.
- 14. април — Вителије побеђује Отонове легије; Отон извршава самоубиство.
- 1. јул — Тиберије Јулије Александар заповеда својим легијама у Александрији да положе заклетву оданости Веспазијану као цару.
- 24. октобар — Флавијевци под Антонијем Примом побеђују Вителијеве присталице.
- 22. децембар — Вителије је ухваћен и убијен. Веспазијан постаје римски цар.

## Смрти
- 15. јануар — Галба, римски цар
- 16. април — Отон, римски цар
- 22. децембар — Вителије, римски цар